# روکهری
روکهری (به انگلیسی: Rokhri) یک روستا در پاکستان است که در ناحیه میانوالی واقع شده‌است.